# 米勒克爾岩
米勒克爾岩(73°39′S 163°15′E / 73.650°S 163.250°E)是南極洲的岩石，位於維多利亞地的斯科特海岸，處於坎貝爾冰川中游，美國地質調查局根據測量和該國海軍的空中照片繪入地圖，現時由南極條約體系管理。
 本条目引用的公有领域材料来自美国地质调查局的文档《米勒克爾岩》 （資料來自地名信息系统）。